# Local Government Act 1929
Local Government Act 1929 var ett beslut i Storbritanniens parlament som innebar förändringar i fattigvårdslagstiftningen samt det kommunala självstyret i England och Wales.
Genom beslutet avskaffades fattigvårdsstyrelserna i England och Wales, och ansvaret överfördes till lokala myndigheter. De lokala styrelsernas makt över vägarna ökade också.